# 機動戦士ガンダム 復讐のレクイエム
『機動戦士ガンダム 復讐のレクイエム』（きどうせんしガンダム ふくしゅうのレクイエム、英語: Gundam: Requiem for Vengeance）は、サンライズ・SAFEHOUSE共同制作による日本のアニメーション番組。アメリカ合衆国の定額制動画配信サービス「Netflix」にて配信されるWebアニメ。
ギャビン・ハイナイト脚本・共同製作総指揮による全6話のロボットアニメである。ガンダムシリーズのうち世界観「宇宙世紀」を舞台とする作品の1つであり、ジオン公国軍人の主人公が体験する一年戦争のヨーロッパ戦線を描く。

## 概要
| 企画                         | バンダイナムコフィルムワークス                                        |
| 脚本                         | ギャビン・ハイナイト                                                  |
| キャラクターデザイン         | マヌエル・アウグスト・ディシンジャー・モウラ（メイン） コザキユースケ |
| メカニカルデザイン           | 山根公利                                                              |
| 撮影監督                     | 笠岡淳平                                                              |
| アニメーションプロデューサー | 由良浩明                                                              |
| 音響監督                     | 由良浩明                                                              |
| 音楽                         | ウィルバート・ロジェ2世                                               |
| 監督                         | エラスマス・ブロスダウ                                                |
| 製作                         | 彌富健一                                                              |
| 製作総指揮                   | - 浅沼誠 - 小形尚弘 - 櫻井大樹 - ギャビン・ハイナイト                 |
| 制作                         | - サンライズ - SAFEHOUSE                                              |
| 製作                         | バンダイナムコフィルムワークス                                        |

アメリカ合衆国のゲームエンジン「Unreal Engine 5」を使用したCGアニメーション作品。スタッフは多国籍で、脚本および共同での製作総指揮は、『トランスフォーマー サイバーバース』やビデオゲーム『Marvel's Spider-Man』などを務めた米国のギャビン・ハイナイト。ハイナイトはこの番組は『機動戦士ガンダム サンダーボルト』と『機動戦士ガンダム 第08MS小隊』に影響を受けたと語っている。
メカニカルデザインは、『機動武闘伝Gガンダム』『機動戦士ガンダム 第08MS小隊』『機動戦士ガンダムSEED』シリーズなどに携わった山根公利。音楽は、ビデオゲーム『コール オブ デューティ ワールドウォーII』や『Destiny2 孤独と影』などに携わった米国のウィルバート・ロジェ2世。監督は、ビデオゲーム『ライズ:サン・オブ・ローマ』や『CRYSIS』などを手掛けたドイツのエラスマス・ブロスダウ。主演のモーションキャプチャーモデルおよび声優は、オーストラリアの女優シリア・マッシンガム。
2023年7月2日から5日までの4日間にわたりカリフォルニア州ロサンゼルス郡ロサンゼルス市のロサンゼルス・コンベンション・センターで開催されていた「Anime Expo 2023」にて、制作の決定が発表された。音楽の録音はオーストラリアで、モーションキャプチャーとアフレコは日本で行われた。時差の影響から、スタッフのビデオ会議は大変であったという。

## あらすじ
地球から最も遠い位置にあるスペースコロニー群「サイド3」がジオン公国を名乗り、地球連邦政府に独立戦争をしかけてから11か月が経過した地球のヨーロッパ戦線。ジオン欧州方面軍の第七混成機動旅団は、東欧のクルジュ＝ナポカ基地を地球連邦軍から奪還する任務のために増援部隊を派遣する。ルウム戦役で戦果を挙げたイリヤ・ソラリ率いるレッド・ウルフ隊の活躍によって基地は奪還されるが、その晩に基地は連邦陸軍の最新鋭モビルスーツ（MS）ガンダムEXの奇襲を受けて壊滅状態となる。
当時は連邦軍によるオデッサ攻略作戦発動直前の状況であり、ジオンの敗勢が決定的段階を迎える中、ソラリたち生存者はガンダムを擁する連邦陸軍の追撃を受けながら、生き残るために死闘を繰り広げる。

## 登場人物
キャスト（声優）名は英語版 / 日本語版の順で表記。
イリヤ・ソラリ
声 - シリア・マッシンガム（Celia Massingham） / 森なな子
この作品の主人公。ジオン公国軍MS部隊「レッド・ウルフ隊」の隊長を務める女性大尉。コードネームは「レッド・ウルフ・アルファ」。当初所属していた宇宙軍から、欧州方面軍の第七混成機動旅団に編入されてきた。ジオンの紋章の入った懐中時計を大事にしている。
かつては有名なヴァイオリニストであり、夫で同じ音楽家のダルトンや息子と生活していた。独立戦争が始まってからは息子を両親に預けて従軍するが、本編の数か月前にダルトンを空爆で失う。強い意志と周囲への気遣いに満ちた温和な人物でもあり、部下たちの信頼も厚い。
任務中に連邦軍のブービートラップや襲撃、ガンダムEXとそのパイロットの存在を感知するなど、ニュータイプとして覚醒していく描写がある。EXとの戦闘後は、戦争に巻き込まれる子どもたちを見捨てられず、自身にできることを模索するために地上のジオン軍残党と合流。連邦軍への憎悪のままに死に場所を求め戦う残党のなかで、ただ一人決意を胸に夕日を見つめる場面で物語は終結する。
ニーランド・ルショーン
声 - ラバンス / 石毛翔弥
レッド・ウルフ隊パイロットの一員である青年中尉。高いMS操縦技術の持ち主で、地球降下前に上げた戦功を評価されて現在の階級に昇進する。短気な皮肉屋ながら仲間からの信頼は厚く、軍への忠誠心も高い。
クルジュ＝ナポカ基地を襲撃してきたガンダムEXにビーム・サーベルで乗機を撃破されるものの生還し、戦友を失ったトラウマに苦しみながらもソラリたちと行動する。
第5話ではソラリたちに迫ろうとするEXの頭部を損傷させるが、乗機のコックピットをビーム・ライフルで撃ち抜かれ戦死する。
リード・ゲルフィ（チャブス）
声 - ジェイムズ・ワット / 真木駿一
レッド・ウルフ隊副官を務める中尉で、ソラリの最古参の部下。緊迫した状況でも屈託なくユーモアをふるまうムードメーカーで、卓越した技量を有するエースパイロットでもある。
ガンダムEXに応戦しようとした直後、ビーム・ライフルで乗機ごと撃ち抜かれて戦死する。
ケイル・ザヴァレタ
声 - ダニエル・ウィッシーズ / 綿貫竜之介
レッド・ウルフ隊の選抜射手を務める少尉。敵を冷静かつ容赦なく始末する。周囲には金目当てで軍人になったと公言しているが、ジオン独立にかける強い思いを抱いている。
ゲルフィを撃破したガンダムEXを狙撃するも、EXのマニピュレーター（手）で乗機のコックピットを押し潰され戦死する。
アンダー・ヒートン
声 - アンドリュー・ウォルナー / 原良丞
機甲大隊でマゼラ・アタックの操縦士を務める少尉。いつかは自身もMSを操縦したいと思っている。ガンダムEXの攻撃で原隊からはぐれ、ソラリたちに同行する。最終話では撤退するロネの部隊へと合流し、宇宙に帰還する。
オニー・カスガ
声 - マックスウェル・パワーズ / 大塚剛央
勢力の別け隔てなく医療を行う組織「UMRC」に参加している医師。負傷兵をひとりでも救いたいという思いで活動する平和主義者。ガンダムEXの襲撃に巻き込まれたことがきっかけでソラリたちに同行する。ソラリたちがHLV打ち上げ基地に撤退してからは、宇宙には戻らず地球上での医療活動を再開する。
ヘイリー・アーフン
声 - ジェシカ・スパイス / 河瀬茉希
機甲科歩兵第1中隊に所属する少尉。実力と経験に優れたな生粋の軍人で、上官からの度重なる叱責と懲罰を受けてもくじけず、ピンク髪・鼻ピアス・全身タトゥーの独自のパンクスタイルを貫いている。ガンダムEXの襲撃で原隊が壊滅したため、ソラリたちに同行する。HLV基地に撤退後はロネの部隊へと合流し宇宙へと帰還する。
アルフィー・ザイドス（ギアヘッド）
声 - モリス・シェルトン / 中博史
旅団支援コマンド所属でメカニックを務める技術大尉。経験豊富かつ物腰穏やかな老兵で、ソラリとは旧知の仲である。卓越した整備技術をもちながら、志願して後方のリサイクル・センターに勤務していた。乗機を失ったソラリやルショーンのために、自身の腕を生かして組み上げた無識別型ザクIIを与える。物語終盤では、「息子に渡してほしい」と言うソラリの頼みを聞き入れ、彼女から託された懐中時計をもって宇宙へと帰還する。
ジョシュア・スタイン
声 - チャック・ジョンソン / 上田燿司
第七混成機動旅団クルジュ＝ナポカ奪回大隊指揮官。
ロルフ・ロネ
声 - クリス・パーハム / 大塚芳忠
リサイクル・センター駐留部隊を率いる旅団支援コマンドの少佐。かつては有能な指揮官だったが、長い地球勤務と戦局の悪化による心労から酒浸りとなり、現実的な判断力を失っている。部隊の存在を連邦軍に隠匿するという事なかれ主義に固執しており、無識別型ザクを組んで基地を守ろうとするソラリやザイドスと対立する。
リサイクル・センターを襲撃したガンダムEXから逃れるために、残存部隊を率いて脱出。HLV打ち上げ基地到着まで目前に迫ったところで連邦軍の追撃を受け、撤退を支援するためザク搭乗許可を求めるソラリと揉めるが、彼女の意思と説得を受けて軍人としての覚悟を取り戻し、上官として彼女に出撃許可を出す。
ユーリ・ケラーネ
声 - デリック・ドーバー / 上恭ノ介
OVA『機動戦士ガンダム 第08MS小隊』から登場。ジオン軍欧州方面軍師団長を務める少将。連邦軍が発動したオデッサ作戦への対処に追われるなか、リサイクル・センターで旧知のソラリと再会。敵の主力になると予想されるMS「ジム」の奪取と構造解析を発案し、連邦軍基地からの奪取をソラリに依頼する。
ロフト中尉
声 - マックスウェル・パワーズ / 濱野大輝
ジオン軍グフカスタム部隊「ミッドナイターズ」の指揮官。HLV打ち上げを阻止しようとする連邦軍との戦いのなかでガンダムEXと交戦。援護のため出撃したソラリと合流して撤退支援を行い、部隊員を失いながらも目的を完遂。ソラリとのやり取りを経て戦闘を中止したEXのコックピットを背後から貫いて撃破する。
ガンダムパイロット
声 - コール・ヤドン / 浦和希
連邦軍MSガンダムEXのパイロットを務める少年。本名や年齢、出自に至る経歴がいっさい不明であるが、容姿を見たソラリからは「（自身の）息子と同じぐらい」の年齢と推測される。高い予知能力や反応速度をもつニュータイプで、戦場では圧倒的な操縦で敵を次々と撃破していく。一方で部隊の仲間とは馴染めず、待機中は独り携帯ゲーム機に興じている。ジオン軍との戦闘中に敵であるソラリと感応し合っていくが、彼女と和解しかけた寸前に、グフカスタムのヒート・サーベルによる背後からの一撃でコックピットを貫かれ戦死。その死は、ソラリが地上に残留する理由となる。

## 登場兵器
『機動戦士ガンダム』などの一年戦争を舞台とする作品に登場するMSをベースに、山根公利による独自の解釈を交えたデザインの一部変更が行われている。

### ジオン公国軍の兵器
MS-06F ザクII F型
ジオン軍主力MSであるザクIIの標準タイプ。MSとしての高い機動性と汎用性で一年戦争時の地球連邦軍と渡り合い、同じジオン製の後継機や連邦軍側のMS開発の参考となる。
ソラリ機
コードネームは「レッド・ウルフ・アルファ」。隊長機らしい複数の頭部アンテナと、狼の爪をモチーフにしたつま先のペイントが特徴。
ルショーン機
コードネームは「レッド・ウルフ・チャーリー」。ショルダーアーマーがレッド・ウルフの部隊色で塗られているが、戦歴が浅いためあまりカスタムされていない。
チャブス機
コードネームは「レッド・ウルフ・ブラヴォー」。頭部も部隊色で染められ、ショルダーアーマーには威嚇用のスパイクが増設されている。
ケイル機
コードネームは「レッド・ウルフ・デルタ」。こちらは手にも部隊色が施され、専用照準器を追加した中 - 長距離用のロングライフルを装備している。
無識別型ザクII
乗機を失ったソラリとルショーンのために、アルフィーがリサイクル・センター内のジャンクパーツを組み合わせて作成した機体。両機とも赤いスパイク・アーマーが継続採用されている。寄せ集めパーツの機体でありながらも、アルフィーの尽力によって通常機と同等の性能を有している。またビーム兵器を少しでも防ぐための措置として、戦車用履帯などから流用した素材が各部に張り付けられている。
ソラリ機
胸や腰の一部に履帯、右肩に二重装甲式の対ビーム用シールドが取り付けられている。
ルショーン機
こちらはヒルドルブのものと酷似した履帯付きシールドを左腕に装備する。
MS-07B-3 グフカスタム
ザクに次いで開発されたグフの改良型。従来の近距離戦用武装に加えて、絶大な火力をもつ遠距離用ガトリング・シールドを装備する。本作では「ミッドナイターズ」に複数が配備され、ガンダムEXやジムを迎撃する。
MS-05A ザクI
ジオン軍がザクIIより以前に開発した最初期のMSで、「旧ザク」とも呼ばれる。ザクIIの登場で退役が進みながらも、前線で配備されている機体は多い。
MS-06V ザクタンク
ザクの上半身に、マゼラ・アタックの車両部分であるマゼラ・ベースを組み合わせた急造機。余剰パーツで組まれた現地改修機であるため、現場の創意工夫でさまざまなバリエーションが生み出されている。

### 地球連邦軍の兵器
RX-78(G)E ガンダムEX
地球連邦軍が開発したMSのなかで、地上戦に特化したプロトタイプの1機。頭部デザインは髑髏をイメージしたものとなっており、赤く光るカメラアイも相まって従来のガンダムタイプの機体より禍々しい印象になっている。敵地深部への強行偵察や後方かく乱のために運動性と行動時間を重視しており、軽量なモジュール装甲とアフターバーナー付きの背部スラスターカバーノズルが採用されている。偵察機としての性能を高める目的で頭部のセンサーが増設され、センサーの切り替えに応じて複眼式カメラアイの点灯部分が変化する。終戦後の混乱で開発資料すべてが破棄されたため、機体の詳細は不明のままとなっている。
武装は、RX-78 ガンダムのバルカン砲に代わる頭部機関銃4門、バックパック右側のパージ機能付きベルト給弾式ショルダー・ガトリングと左側の展開式ラックに収納されたビーム・サーベル3本、MSを一撃で破壊可能なビーム・ライフル、可動性を優先して減量された本体装甲を補うためのスライド展開式シールド。
劇中では、高い機動性やビーム兵器の破壊力、ザク・マシンガンや砲弾の直撃にも耐える強靭な装甲でジオン側のザクやグフを圧倒し、連邦軍の「白い悪魔」としての強さと恐怖が描かれる。
RGM-79 ジム
ガンダム開発の経験をもとに開発された、地球連邦軍の主力量産型MS。ガンダムから性能を落としながらも量産性が高められ、機体の大量生産によって連邦軍の勝利に貢献する。
RTX-440-B 陸戦強襲型ガンタンクB型
ザクに対抗するために試作戦闘車を改修した機体。先行機体よりも足回りが簡略化され、長砲身の実弾砲を右肩に一門、両腕はマニュピュレーターの代わりにランチャー装備となっている。レッド・ウルフ隊によって無限軌道を次々に破壊され機動力を失う。

## 各話リスト
| 話数       | サブタイトル日本語版サブタイトル |
| ---------- | -------------------------------- |
| EPISODE 01 | HAUNTED FOREST呪いの森           |
| EPISODE 02 | BROKEN打ち砕かれて               |
| EPISODE 03 | JUNKYARDくず鉄置き場             |
| EPISODE 04 | NIGHT CALLER夕闇の来訪者         |
| EPISODE 05 | THE RIVER川                      |
| EPISODE 06 | CONVOY TO OBLIVION撤退への道     |

## 商品展開
ほかの「ガンダムシリーズ」と同じく、1/144スケールのプラモデル（ガンプラ）「HG（ハイグレード）シリーズ」が発売された。組み立てははめ込み式のスナップフィット方式が基本だが、一部には接着剤が必要なモデルもある。